# Mordecai Richler
Mordecai Richler, né le 27 janvier 1931 à Montréal et mort le 3 juillet 2001 dans la même ville, est un écrivain, romancier, essayiste et scénariste canadien.

## Biographie
Né à Montréal, au Québec, Mordecai Richler grandit au 5257, rue Saint-Urbain, au cœur du Mile End, un quartier populaire qui sert de décor à ses œuvres et qui a été l'hôte de plusieurs générations d'immigrants juifs au début du XXe siècle. Il étudie à l'école secondaire Baron Byng et a souvent fait référence à Baron Byng dans ses écrits, nomme parfois Fletcher’s Fields High. Il fréquenta l’université Sir George Williams (qui fait maintenant partie de l’université Concordia). Dans les premières années de sa vie, il vit et écrit en Angleterre mais revient au Canada en 1972.
Il est l'auteur de dix romans, parmi lesquels Barney's Version (en) (1997), Solomon Gursky Was Here (en) (1989), Cocksure (en) (1968), et L'Apprentissage de Duddy Kravitz (The Apprenticeship of Duddy Kravitz, 1959), de nombreux scénarios, des essais, des livres pour enfants comme la collection des « Jacob Two-Two », et plusieurs ouvrages d’histoires non fictionnelles. Son livre le plus récent est On Snooker. Un choix d’essais, de dépêches de la vie sportive Sporting Life ont été publiés en juin 2002.
En 1990, il remporte le Prix des écrivains du Commonwealth (en) et il est fait compagnon de l'Ordre du Canada en 2001, quelques mois avant sa mort dans la même ville à l'âge de 70 ans.
Dans l’œuvre romanesque de Mordecai Richler, la description avec humour des petits financiers juifs de quartier et des petits « gangsters » ratés lui a valu d’être taxé d’antisémitisme par sa propre communauté.
Animé par un goût irrépressible de la provocation, Mordecai Richler se délecte à critiquer sa propre communauté, de même que les Canadiens anglais et les Québécois francophones. Considéré par plusieurs[Qui ?] comme l’enfant terrible de la société juive anglophone, Richler se plaît à « remuer les bas-fonds historiques » selon l'écrivain et traducteur David Homel. Richler revendique un rôle d’amuseur public reflétant les travers de la société à travers le miroir déformant de son humour.
Il publie aussi dans plusieurs journaux, notamment The National Post etThe Gazette. Ses chroniques au ton pamphlétaire sont souvent dirigées contre les lois linguistiques du Québec et le mouvement souverainiste.

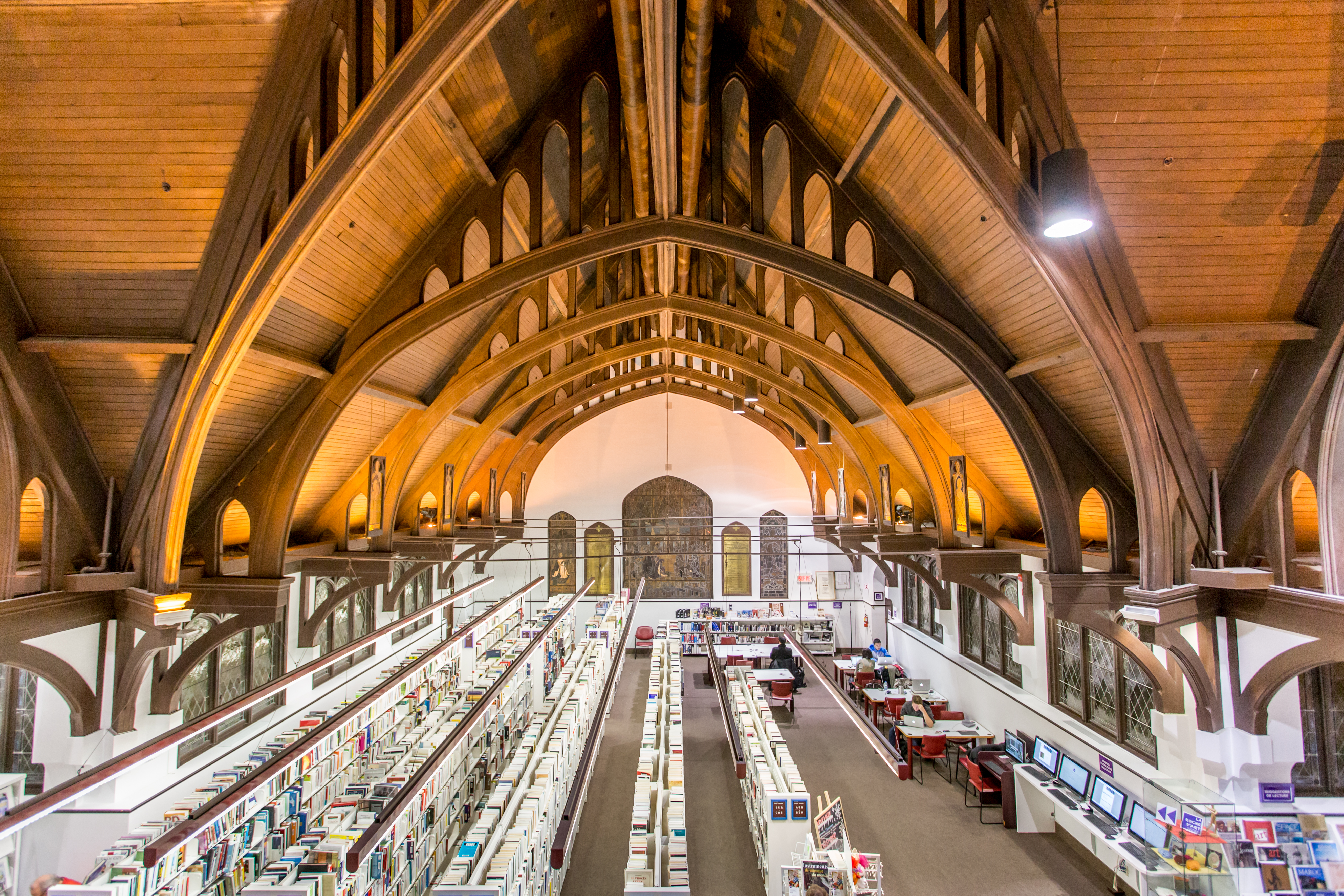
Vue de la section adulte de la bibliothèque Mordecai-Richler à Montréal

La bibliothèque du Mile End porte depuis mars 2015 le nom de Mordecai Richler.

## Récompenses
- 1969 - Prix littéraire du Gouverneur général pour Cocksure.
- 1972 - Prix littéraire du Gouverneur général pour St. Urbain's Horseman.
- 1974 - Prix de Screenwriters Guild of America pour la meilleure comédie pour le scénario de The Apprenticeship of Duddy Kravitz.
- 1976 - Prix du livre de l'année pour les enfants de Canadian Library Association : Jacob Two-Two Meets the Hooded Fang.
- 1976 - Prix du livre d'enfant Ruth Schwartz pour Jacob Two-Two Meets the Hooded Fang.
- 1990 - Prix Hugh-MacLennan
- 1995 - Prix du livre de Mr. Christie (pour le meilleur livre anglais pour les enfants de 8 à 11 ans) pour Jacob Two-Two's First Spy Case.
- 1997 - Le Prix Giller pour Barney's Version.
- 1998 - Prix de « auteur de l'année » Canadian Booksellers Associations.
- 1998 - Prix Hugh-MacLennan
- 2000 - Compagnon de l'Ordre du Canada
- 2015 - Citoyen d'honneur de la Ville de Montréal

## Œuvres de fiction
- The Acrobats (1954), aussi publié sous le nom Wicked We Love (juillet 1955)
- Son of a Smaller Hero (1955)(fr) Mon père, ce héros; nouvelle traduction de Lori Saint-Martin et Paul Gagné (Fils d'un tout petit héros), Éditions du Boréal (2022)
- A Choice of Enemies (1957) (fr) Le choix des ennemis
- The Apprenticeship of Duddy Kravitz (1959) (fr) L'apprentissage de Duddy Kravitz ; nouvelle traduction de Lori Saint-Martin et Paul Gagné, Éditions du Boréal (2016)
- The Incomparable Atuk (1963)
- Cocksure (1968) (fr) Un cas de taille
- The Street (en) (1969) (fr) Rue Saint-Urbain
- St. Urbain's Horseman (1971) (fr) Le cavalier de Saint-Urbain ; nouvelle traduction de Lori Saint-Martin et Paul Gagné, Éditions du Boréal (2016)
- The Apprenticeship of Duddy Kravitz, pièce de théâtre (1974)
- Joshua Then and Now (1980) (fr) Joshua au passé, au présent ; nouvelle traduction de Lori Saint-Martin et Paul Gagné (Joshua), Éditions du Boréal (2015)
- Joshua Then and Now, pièce de théâtre (1985)
- Solomon Gursky Was Here (1989) (fr) Gursky ; nouvelle traduction de Lori Saint-Martin et Paul Gagné (Solomon Gursky), Éditions du Boréal (2015)  (ISBN 978-2-36468-122-4)[8]
- Barney's Version (1997) (fr) Le monde de Barney; nouvelle traduction de Lori Saint-Martin et Paul Gagné (Le monde selon Barney), Éditions du Boréal (2017)

## Livres de jeunesse
Mordecai Richler s'est laissé convaincre par ses enfants, Daniel, Emma, Noah, Martha et Jacob, d'écrire quelque chose pour eux. Le résultat en a été Jacob Two-Two Meets the Hooded Fang (en). Ce conte a reçu en 1976, deux prix couronnant les livres d'enfants.
Le texte a été traduit en français, en finnois, en allemand et en néerlandais ; on l'a enregistré, on en a fait un film, on l'a lu à la radio et on l'a adapté pour en faire une comédie musicale. Les aventures de Jacob Two-Two se poursuivent dans deux autres contes, dont le plus récent, Jacob Two-Two's First Spy Case, a obtenu le prestigieux prix M. Christie en 1995.
- Jacob Two-Two Meets the Hooded Fang (1975) (fr) Jacob Deux-Deux et le vampire masqué
- Jacob Two-Two and the Dinosaur (1987) (fr) Jacob Deux-Deux et le dinosaure
- Jacob Two-Two and the Great Spy Case

## Voyages
- Images of Spain (1977)
- This Year in Jerusalem (1994)

## Essais
- Hunting Tigers Under Glass: Essays and Reports (1968)
- Shovelling Trouble (1972)
- Notes on an Endangered Species and Others (1974)
- The Great Comic Book Heroes and Other Essays (1978)
- Home Sweet Home: My Canadian Album (1984)
- Broadsides (1991)
- Belling the Cat (1998)
- On Snooker: The Game and the Characters Who Play It (2001)
- Dispatches from the Sporting Life (2002)
- Oh Canada! Oh Quebec! (en) (1992) (fr) Oh Canada! Oh Québec! Requiem pour un pays divisé
- Un certain sens du ridicule, traduit par Dominique Fortier, Éditions du Boréal, 2007

L’essai Oh Canada! Oh Québec! Requiem pour un pays divisé a paru en traduction française en septembre 1992, six mois après la version originale en anglais. L’ouvrage pamphlétaire dénonce entre autres choses le nationalisme franco-québécois, en particulier ses lois linguistiques. C’est un ouvrage polémique. Mordecai Richler nourrit une méfiance profonde à l'égard de tous les nationalismes. Cependant, anglophone dans un milieu francophone, il s'est fait le porte-parole d'une minorité anglophone du Québec par des accusations récurrentes de racisme à l'endroit de la majorité[citation nécessaire].

## Anthologies
- The Best of Modern Humor
- Writers on World War II

## Adaptations
- Le Monde de Barney est réalisé par le cinéaste Richard J. Lewis en 2010 d'après le roman homonyme.
- L'Apprentissage de Duddy Kravitz et Joshua Then and Now ont été réalisés par le cinéaste Ted Kotcheff.
- Jacob Jacob est une série télévisée d'animation, créée d'après les livres éponyme
- La Rue (en) de Caroline Leaf, court métrage

## Sur quelques livres

### Solomon Gursky
Moses Berger est le fils de Bessie Finkelman et de L.B. Berger, poète méconnu ayant fini par travailler pour Bernard Gursky (Bernie), principalement à Montréal. L'année de la mort de Bernard Gursky (1898-1973), sa succession réveille les tensions familiales : ses enfants, Lionel, Nathan, Anita, les enfants de son frère Solomon (1899-1955), Henry et Lucy, les enfants de son autre frère Morrie (1901-), Barney et Charna, tous nés vers 1930.
L'empire commercial Gursky s'appuie sur l'hôtellerie (accompagnant l'avancée du chemin de fer Canadian Pacific), la vente de médicaments, le commerce de spiritueux, qui s'est développé à l'époque de la prohibition (au Canada comme aux États-Unis, 1917-1935).
La grande figure reste le grand-père Ephraïm (1817-1910), arrivé au Canada vers 1850, pionnier, colon, mineur, millénariste, bootlegger, peut-être rescapé de l'Expédition Franklin (1845) : HMS Erebus, HMS Terror, Territoires du Nord-Ouest, Saskatchewan, Yellowknife, Île du Roi-Guillaume, Saskatoon, Regina, Fort Whoop-Up (en), colonie agraire de Gloriana (1902-1903)... Déjà, un corbeau noir apparaît aux moments décisifs.
Moses, gurskyologue (p. 177), à partir de sa cabane des Cantons-de-l'Est, voyage beaucoup, parcourt le Canada et le monde, enquête sur l'histoire familiale, principalement pour reconstituer la vie de Solomon Gursky, «le diable de Solomon», dont l'avion a explosé en plein vol.
Parmi les personnages secondaires : Béatrice, Izzy Garber, Kathleen O'Brien, Diana Morgan McClure, Sam Birnbaum Burns (et Molly), Sean Riley, Horace MacIntyre, Bert(ram) Smith, Shloime Bikinsky, Willy McGraw, Tim Callaghan, Ebenezer Watson, Harvey Schwarts, Gitel Kugelmass, Charley Lin, le capitaine Al Cohol, Jean-Jacques Martineau...
Une part de l'histoire du Canada est réinterprétée, en 600 pages, particulièrement l'histoire des Juifs au Canada. La judéité est présente, au moins dans certaines pratiques, et par de nombreuses formules en yiddish. Les quelques similitudes existant avec la Famille Bronfman seraient involontaires. La thématique du corbeau (la Raven, le Corvus Trust) pourrait être également liée à la mythologie des Amérindiens Haïdas.

## Traductions en français
La maison d'édition québécoise Éditions du Boréal a annoncé en janvier 2015 qu'elle avait acquis les droits en langue française de cinq romans de Richler, y compris L'apprentissage de Duddy Kravitz.